# Union Sportive du Pays de Cassel
Union Sportive du Pays de Cassel is een Franse amateurvoetbalclub. Ze ontstond in 2018 door de fusie van lokale clubs en is gevestigd in Arneke in het Noorderdepartement. Het symbool van de club is een Vlaamse leeuw. 
De senioren promoveerden na het seizoen 2019/2020 naar de hoogste regionale competitie, Régional 1. In 2023 versloeg US Pays de Cassel Drancy, Chaumont en Wasquehal in de Coupe de France, waardoor de amateurploeg onverwacht uitkwam tegen (en verloor van) de kampioen uit de hoogste profdivisie, Paris Saint Germain. Na afloop van het seizoen promoveerde de club naar de nationale reeksen (Championnat National 3).